# Ichneumon latepetiolatus
Ichneumon latepetiolatus är en stekelart som beskrevs av Cuvier 1833. Ichneumon latepetiolatus ingår i släktet Ichneumon och familjen brokparasitsteklar. Inga underarter finns listade i Catalogue of Life.